# Paulino Rivero
Paulino Rivero Baute (El Sauzal, 11 de febrero de 1952) es un político español. Fue presidente del Gobierno de Canarias desde 2007 hasta julio de 2015. Entre 2022 y 2025 fue presidente del Club Deportivo Tenerife.

## Biografía
Nació el 11 de febrero de 1952 en el municipio de El Sauzal, situado en el norte de la isla canaria de Tenerife. Siendo hijo de Paulino Rivero Ávila y de Caridad Baute Dorta.
Es diplomado en magisterio por la Universidad de La Laguna, está casado y tiene dos hijos. 
Ejerció como profesor de primaria hasta que en 1979, años en que en las primeras elecciones democráticas fue elegido alcalde de El Sauzal, su pueblo natal, puesto que desempeñó hasta 2007, inicialmente al frente de la UCD y luego desde 1983 dentro de la Agrupación Tinerfeña de Independientes (ATI), partido que actualmente forma parte de la nacionalista Coalición Canaria.
Rivero también fue consejero del Cabildo de Tenerife, para luego en 1996 dar el salto a la política española, siendo diputado en las legislaturas VI, VII y VIII del Congreso de los Diputados. Presidió la Comisión parlamentaria sobre los atentados del 11 de marzo de 2004 en Madrid. 

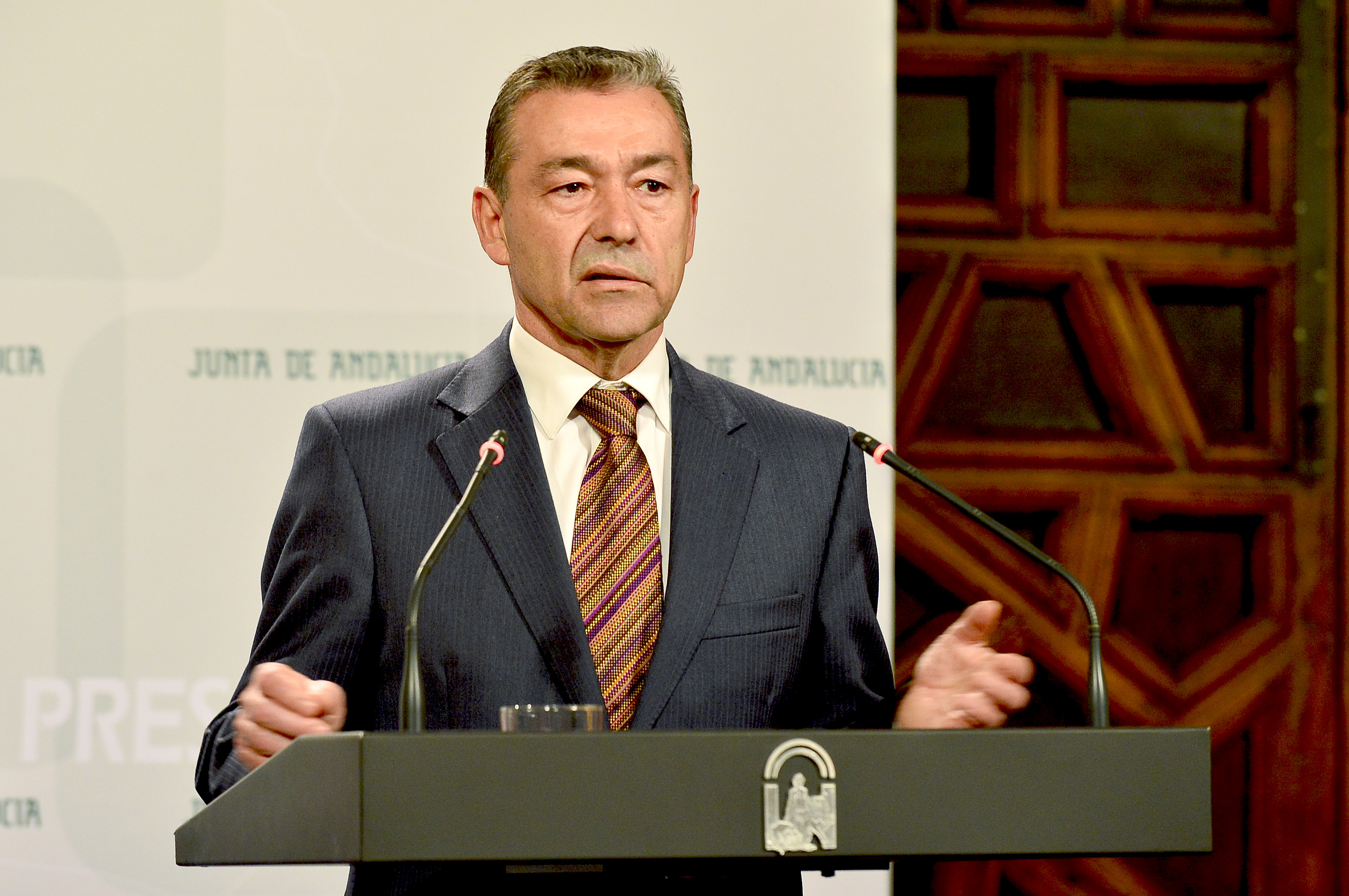
Paulino Rivero en 2014

En 2007 fue elegido candidato a la presidencia del Gobierno de Canarias por CC en las elecciones de mayo, obteniendo 17 diputados por detrás del PSC, con 26, y por delante del PP, con 15. El 11 de julio fue investido presidente del Gobierno de Canarias gracias a un pacto con el PP, posteriormente roto. Tras resultar elegido en estas elecciones abandonó en España su escaño en el Congreso de los Diputados, por ser incompatible con el de diputado canario, y abandonó la presidencia de CC. Paulino Rivero es el cuarto presidente consecutivo de Canarias por CC desde 1995.
Desde que el PP dejase el grupo de Gobierno en la anterior legislatura, su partido, Coalición Canaria, gobernó en minoría parlamentaria hasta las elecciones de 2011, habiendo obtenido el 23,7 % de los votos en los comicios de 2007, lo que le reportaba 19 escaños de los 60 que componen el parlamento. Coalición Canaria fue, en las elecciones del 2007, segunda fuerza política en Canarias, tras el PSC-PSOE de Juan Fernando López Aguilar, exministro de Justicia, con 26 escaños, y por delante del Partido Popular de José Manuel Soria, con 15. 
En las elecciones de 2011 resultó reelegido presidente del Gobierno de Canarias al pactar su partido, la segunda fuerza en votos y escaños, con la tercera fuerza, el Partido Socialista de Canarias de José Miguel Pérez García. Se formó un gobierno de coalición entre CC y el Partido Socialista de Canarias, relegando al PP de José Manuel Soria, el partido más votado, a la oposición.
Desde el 17 de junio de 2012 es, de nuevo, presidente de Coalición Canaria.
Finalizó  su mandato, como presidente de Canarias, el 9 de julio de 2015.
El 14 de diciembre de 2022 fue elegido por la junta general del CD Tenerife como nuevo presidente de la entidad blanquiazul, sustituyendo al expresidente, Miguel Concepción Cáceres.

## Cargos políticos desempeñados
- Alcalde de El Sauzal (1979-2007)
- Consejero del Cabildo de Tenerife (1983-1996)
- Diputado por Santa Cruz de Tenerife en el Congreso de los Diputados (1996-2007)
- Presidente de Coalición Canaria (1998-2007; 2012-2017)
- Portavoz del Grupo de Coalición Canaria-Nueva Canarias en el Congreso de los Diputados (2003-2007)
- Presidente de la Comisión de investigación de los atentados del 11 de marzo de 2004 (2004)
- Diputado por Tenerife en el Parlamento de Canarias (2007-2015)
- Presidente del Gobierno de Canarias (2007-2015)
- Director de Relaciones Institucionales de Naviera Armas (2018- )
- Presidente del Club Deportivo Tenerife (2022-2025)

## Reconocimientos
- Paulino Rivero fue pregonero de las VIII Jornadas de Exaltación a la Virgen de Candelaria, Patrona de Canarias, en 1997.[3]